# James Alexander Calder
Pour les articles homonymes, voir James Calder et Calder.
James Alexander Calder (17 septembre 1868-20 juillet 1956) est un homme politique canadien de la Saskatchewan. Il est député fédéral unioniste (conservateur) de la circonscription saskatchewanaise de Moose Jaw de 1917 à 1921. Il est ministre dans les cabinets des premiers ministres Robert Borden et Arthur Meighen.
Il est également député provincial de la circonscription saskatchewanaise de South Regina de 1905 à 1908 et de Saltcoats de 1908 à 1918 en Saskatchewan

## Biographie
Né dans le comté d'Oxford en Ontario, Calder étudie à l'Université du Manitoba et gradue d'un Bachelor of Arts en 1888. Il devient enseignant et ensuite directeur d'école avant de s'impliquer en politique.

## Carrière politique
Élu député libéral à l'Assemblée législative de la Saskatchewan dans la circonscription de South Regina lors de l'élection de 1905, il est réélu lors d'une élection partielle dans Saltcoats en 1908 et en 1912. De 1905 à 1912, il est ministre de l'Éducation, Trésorier provincial et ministre des Chemins de fer. De 1916 à 1917, il occupe la fonction de président du Conseil exécutif, ainsi que de ministre des Chemins de fer et ministre des Autoroutes.
Élu député unioniste de la circonscription fédérale de Moose Jaw en 1917, il entre au conseil des ministres et occupe plusieurs fonctions dont celle de ministre de l'Immigration et de la Colonisation, ministre de l'Agriculture (par intérim), ministre de la Milice et de la Défense (par intérim), Président du Conseil privé du Roi pour le Canada et ministre chargé du Département de la Santé.
En 1921, Calder utilise sa position pour censurer l'un des principaux acteurs critiques des Pensionnats, Dr P.H. Bryce M.A., M.D., qui décrivait les conditions de santé des membres des Premières Nations au Canada de 1904 à 1921. Le Dr. Bryce a été consterné par le niveau élevé de cas de tuberculose dans ces écoles durant les dernières décennies et milite avec ardeur afin d'améliorer les conditions sanitaires et ainsi permettre la diminution des taux de mortalité à un niveau comparable au reste de la population. Calder aurait utilisé sa position pour forcer le Dr Bryce à prendre une retraite anticipée et ainsi l'empêcher de faire son plaidoyer.
Calder est nommé au Sénat du Canada sous recommandation du premier ministre Arthur Meighen en 1921. Après avoir représenté la division sénatoriale de Moose Jaw comme sénateur conservateur et ensuite progressiste-conservateur, il meurt en fonction en 1956.

## Philatélie
En dehors de la politique, Calder est un philatéliste et obtient le Roll of Distinguished Philatelists en 1947.

## Honneur
Le village rural de Calder (en) en Saskatchewan est nommé en son honneur lors de son incorporation en 1911.